# Dammbrüche Laurel Run und Sandy Run
Koordinaten: 40° 34′ 8,5″ N, 78° 29′ 57,8″ W
Am 20. Juli 1977 brachen die Talsperren am Laurel Run und am benachbarten Sandy Run in Pennsylvania. Durch beide Katastrophen starben zusammen 44 oder 45 Menschen.
Die Laurel-Run-Talsperre befand sich im Cambria County, etwa 20 Kilometer westlich der Stadt Altoona. Der 16 Jahre alte Staudamm aus Erdschüttmaterial war 12,8 m hoch; der Stausee war 8,9 Hektar groß und fasste 555.000 m³. Um 2:35 Uhr brach der Damm. Durch die Katastrophe kamen 39 oder 40 Menschen ums Leben und es gab einen Sachschaden von 20 bis 45 Mio. US $.
Die Schadensursache war Überflutung bei einem schweren Unwetter, wodurch der Erddamm weggespült wurde. Da das Unglück nachts geschah, gab es keine Warnungen, so dass die Menschen in dem 5 km langen engen Tal unterhalb des Dammes im Schlaf überrascht wurden. Sechs Häuser wurden zerstört und 19 beschädigt.
Am selben Tag brach auch die zehn Kilometer nördlich gelegene und 1914 erbaute Sandy-Run-Talsperre (Lage), wobei es fünf Tote gab, sowie fünf weitere Talsperren. Die Sandy-Run-Talsperre war damals 8,5 m hoch und fasste 57.000 m³, sie wurde bereits wieder aufgebaut.
In Pennsylvania gab es bisher noch zwei weitere Talsperren-Katastrophen, nämlich:
- South-Fork-Talsperre (1889)
- Austin-Talsperre (1911)